# شورش‌های ضدیهودی ۱۸۹۸ الجزایر

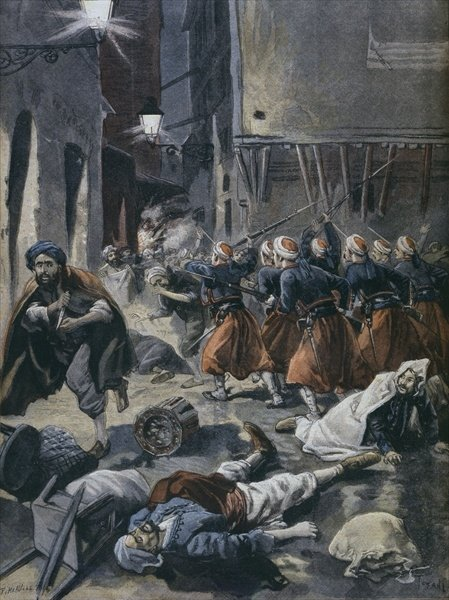
شورش‌های یهودی‌ستیزانهٔ ۱۸۹۸ در الجزیره

شورش‌های ضدیهودی ۱۸۹۸ در الجزایر مجموعه‌ای از حملات خشونت‌آمیز علیه جامعه یهودی الجزایر، در الجزایر تحت حاکمیت فرانسه بود که از ۱۸ تا ۲۴ ژانویهٔ ۱۸۹۸ روی داد. این شورش‌ها پس از آزادی آلفرد دریفوس، افسر یهودی‌تبار فرانسوی که به‌ناحق به خیانت محکوم شده بود، آغاز شد. این شورش‌ها در شهرهای الجزیره، مستغانم، سی مصطفی، بوفاریک و البلیده رخ داد.
این شورش‌ها اوج بحران یهودی‌ستیزانه‌ای را نشان می‌دهند که الجزایر فرانسه در فاصله سال‌های ۱۸۹۵ تا ۱۹۰۲ تجربه کرد. شورش‌ها به رهبری مکس رژیس انجام شد و در جریان آن‌ها ۱۳۸ مورد حمله به فروشگاه‌ها ثبت شد و چندین نفر نیز جان باختند. بیش از ۷۰۰ نفر نیز به حبس محکوم شدند.

## زمینه تاریخی
با حمایت کنسیتوار مرکزی اسرائیلی‌های فرانسه که خواهان نزدیک‌تر شدن یهودیان الجزایر به یهودیان فرانسه و سامان‌دهی آیین یهود در الجزایر مطابق با الگوی فرانسوی بود، یهودیان الجزایر طبق فرمان «کرمیو» (Crémieux) تابعیت فرانسوی دریافت کردند. این فرمان به نام وزیر دادگستری وقت صادر شد که از شخصیت‌های برجسته یهودی در پاریس بود.[۱]
این رویداد موازنه قدرت سیاسی در الجزایر را دگرگون کرد و تأثیر آن از نخستین انتخابات سال ۱۸۷۱ احساس شد. در واقع، رأی یهودیان به‌طور میانگین حدود ۱۵ درصد از آراء را تشکیل می‌داد و می‌توانست در بسیاری از شهرها سرنوشت انتخابات را تعیین کند. از همان انتخابات نخست، نخستین انجمن یهودی‌ستیز در شهری به‌نام میلیانا شکل گرفت و لغو فرمان کرمیو به یک موضوع سیاسی بدل شد.
رویداد دوم که به تقویت یهودی‌ستیزی در الجزایر انجامید، قانون ۶ ژوئن ۱۸۸۹ بود که به مهاجران اسپانیایی، مالتی، ایتالیایی و دیگران تابعیت فرانسوی اعطا کرد. این گروه‌ها که اغلب از طبقات فرودست بودند، یهودیان را به سبب پیشرفت اقتصادی‌شان و نیز فعالیت در زمینه‌هایی مانند وام‌دهی، با دشمنی می‌نگریستند؛ مخصوصاً پس از قانون وارنیه (Warnier) در سال ۱۸۷۳ که امکان انتقال مالکیت زمین‌ها را فراهم کرده بود.
عنصر سوم که بحران یهودی‌ستیزی را شعله‌ور ساخت، تأثیرات یهودی‌ستیزی در فرانسه بود. کتاب «فرانسه یهودی» اثر درومونت که در سال ۱۸۸۷ منتشر شد، در الجزایر با استقبال زیادی روبه‌رو شد و الهام‌بخش نویسندگانی چون ژرژ مینیه (با کتاب «الجزایر یهودی»)، فرناند گرگوار (با کتاب «یهودیت الجزایر») و بعدها فرانسوا گورگوئه شد که در کتاب خود با عنوان «سلطه یهودیان در الجزایر» خواهان اخراج یهودیان شده بود.
مجموعه این عوامل و همچنین آغاز ماجرای دریفوس در فرانسه، سبب شکل‌گیری انجمن‌های متعدد یهودی‌ستیز، درگیری‌های خیابانی و راهپیمایی‌های ضدیهودی در الجزایر شد.

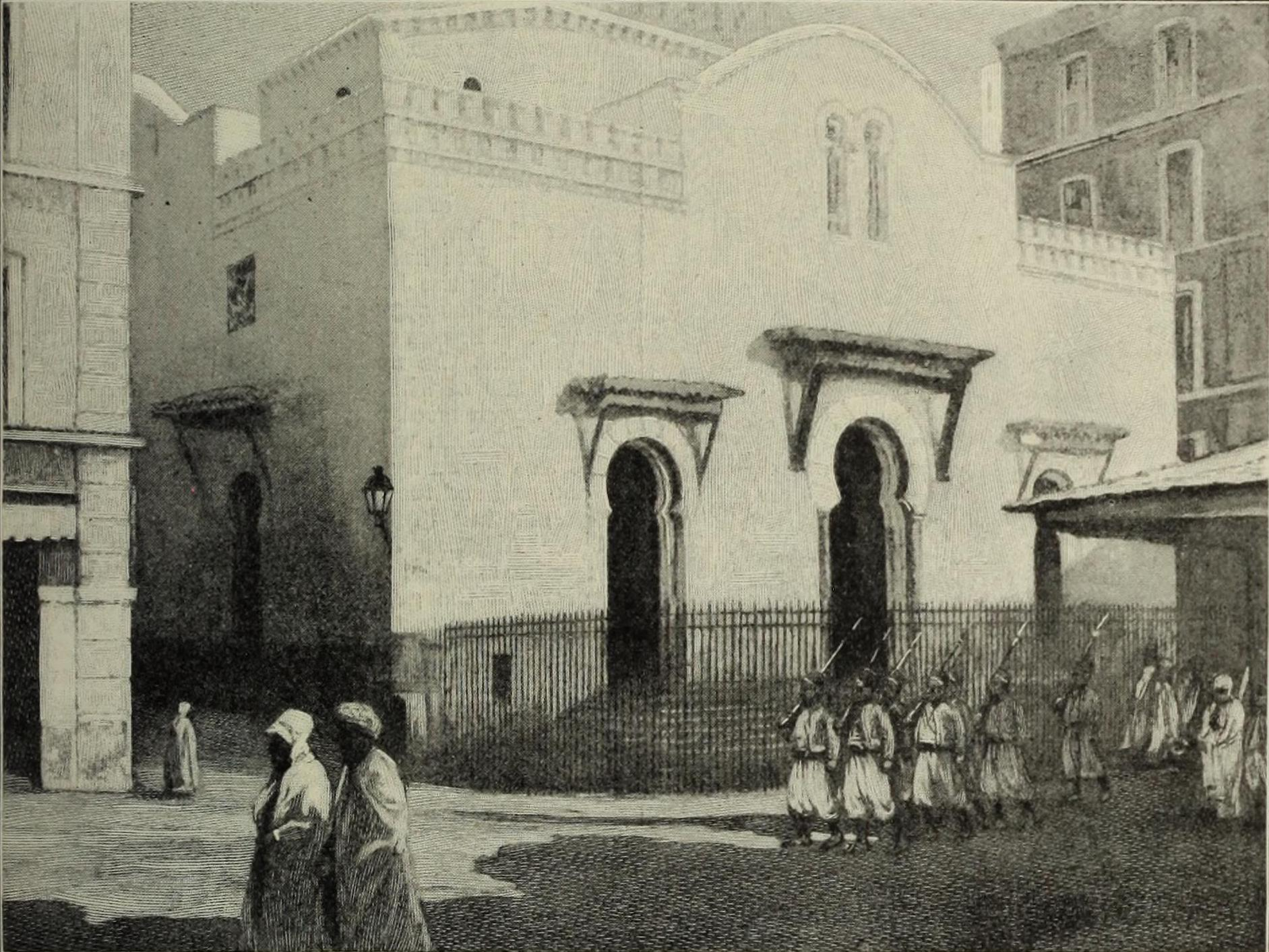
کنیسه بزرگ الجزیره که در جریان شورش‌ها محافظت شد
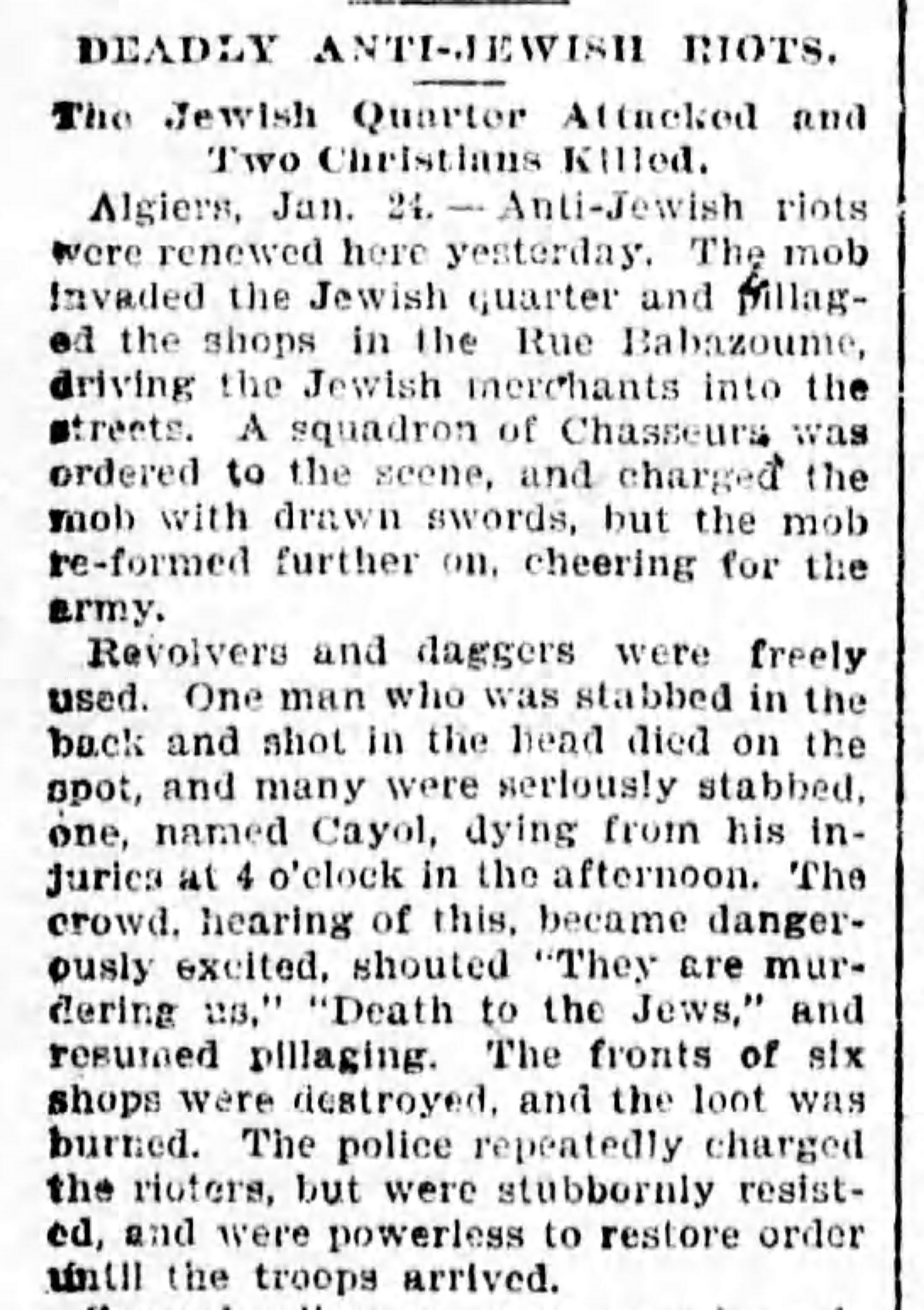
گزارش شورش یهودی‌ستیزانهٔ ۱۸۹۸ در الجزایر